# Municipio de Ixhuatán
El municipio de Ixhuatán es un municipio mexicano que se ubica al norte del estado de Chiapas. Su cabecera municipal es la localidad del mismo nombre.
Colinda al norte con el municipio de Solosuchiapa, al este con Huitiupan, al sur con Pueblo Nuevo Solistahuacán y Tapilula, al oeste con Chapultenango.

## Geografía

### Extensión
Representa el 0.99% de la superficie de la región Norte y 0.09% de la superficie estatal. 
|                      | Norte: Solosuchiapa                       |                 |
| Oeste: Chapultenango |                                           | Este: Huitiupan |
|                      | Sur: Pueblo Nuevo Solistahuacán, Tapilula |                 |

### Orografía
Es en su totalidad accidentado por encontrarse dentro de la zona montañosa de Chiapas.

### Hidrografía
Los ríos de la Sierra, Amatán, Cacaté y el arroyo Shaspá.

### Clima
Cálido con lluvias todo el año, en la cabecera municipal la temperatura media anual es de 23 °C con una precipitación pluvial de 4,000 milímetros anuales.

### Flora
Selva alta compuesta por una gran variedad de especies como el chihte, mirasol, jopi, palo de danta, hule, aguajpo, caoba, amate, cedro, ceiba, chicozapote, guarumbo y jimba.

### Fauna
La boa, coral, iguana de ribera, tortuga, zopilote rey, armadillo, jabalí, mapache, murciélago, puerco espín y  venado cabrito.

### Geomorfología
Constituido geológicamente por terrenos del terciario superior, los tipos de suelo predominantes son: livosol y nitosol, el uso es principalmente selva y bosque, correspondiendo el 75% de la superficie municipal a terrenos ejidales, el 20% a propiedad privada y el restante 5% a terrenos nacionales.

## Demografía
En el censo de 2020 el municipio de Ixhuatán contaba con 37 localidades.
| Código INEGI      | Localidad             | Población (2020) |
| ----------------- | --------------------- | ---------------- |
| 070420001         | Ixhuatán              | 3 674            |
| 070420131         | Ciudad Rural Ixhuatán | 1 759            |
| 070420024         | Ignacio Zaragoza      | 1 393            |
| 070420006         | Chapayal Grande       | 1 272            |
| Otras localidades | Otras localidades     | 3 279            |
| Total municipal   | Total municipal       | 11 377           |